# Municipalità locale di Baviaans
La municipalità locale di Baviaans (in inglese Baviaans Local Municipality) è stata una municipalità locale del Sudafrica appartenente alla municipalità distrettuale di Sarah Baartman, nella provincia del Capo Orientale. In base al censimento del 2001 la sua popolazione era di 34.293 abitanti.
È stata soppressa nel 2016, quando si è fusa con le municipalità locali di Camdeboo e di Ikwezi per costituire la municipalità locale di Dr Beyers Naudé.
La sede amministrativa e legislativa era la città di Willowmore e il suo territorio si estendeva su una superficie di 7,727 km² e non era suddiviso in nessuna circoscrizioni elettorale (wards). Il suo codice di distretto era EC107.

## Geografia fisica

### Confini
La municipalità locale di Baviaans confinava a nord, a est e ovest District Management Areas ECDMA10, a nord con quella di Ikwezi, a est con quella di Kouga, a sud con quella di Kou-Kamma e a ovest con il District Management Areas WCDMA4.

### Città e comuni
- Baroe
- Cambria
- Coleskeplaas
- Studtis
- Mount Steward
- Sandvlakte
- Steytlerville
- Vuyolwetho
- Willowmore

### Fiumi
- Baviaanskloof
- Gass
- Groot
- Groot – Vlei
- Haaspoortspruit
- Heuningklip
- Joubertskraal
- Olifants
- Raviaanskloof
- Sand
- Sandpoort
- Soutkloof
- Wilge
- Witkoppies se Loop

### Dighe
- Bakers Dam
- Kouga Dam